# 上士幌町
上士幌町（日语：／ Kamishihoro chō */?）位於北海道十勝綜合振興局北部，與置戶町相鄰。町内約76%的土地被山地和原野覆蓋，除了十勝三股的山間盆地以外幾乎沒有平地。南部為平原，適合耕種；北部多為山地，位於大雪山國立公園的東麓。國道273線穿越町内並通往上川支廳。上士幌町内也有北海道遺產「舊國鐵士幌線混凝土拱形橋樑群」當地以農業、林業和酪農業為主，生產小麥、甜菜和馬鈴薯等農產品。旅遊業在當地也相當盛行。。
「士幌」來自阿伊努語「su-woro」，意思為將鍋浸在水中。因分村時位於流經現在士幌町的河流的上游，因此命名為「上士幌」。

## 人口
| 上士幌町人口分布圖 |                                                 |  |
| 上士幌町與日本全國年齡別人口分布比較圖 （2005年資料） | 上士幌町的年齡、男女別人口分布圖 （2005年資料） |  |
| ■紫色是上士幌町 ■綠色是全国 | ■藍色是男性 ■紅色是女性                         |  |
| 上士幌町人口變化 \| 1970年 \| 9,135人 \| \| \| 1975年 \| 8,143人 \| \| \| 1980年 \| 7,571人 \| \| \| 1985年 \| 7,042人 \| \| \| 1990年 \| 6,380人 \| \| \| 1995年 \| 5,936人 \| \| \| 2000年 \| 5,634人 \| \| \| 2005年 \| 5,229人 \| \| \| 2010年 \| 5,078人 \| \| \| 2015年 \| 4,765人 \| \| \| 2020年 \| 4,778人 \| \| |                                                 |  |
| 資料來源：日本總務省統計中心提供之人口普查數據 |                                                 |  |
| 1970年 | 9,135人                                         |  |
| 1975年 | 8,143人                                         |  |
| 1980年 | 7,571人                                         |  |
| 1985年 | 7,042人                                         |  |
| 1990年 | 6,380人                                         |  |
| 1995年 | 5,936人                                         |  |
| 2000年 | 5,634人                                         |  |
| 2005年 | 5,229人                                         |  |
| 2010年 | 5,078人                                         |  |
| 2015年 | 4,765人                                         |  |
| 2020年 | 4,778人                                         |  |

## 歷史
1931年從士幌村分出獨立設置上士幌村，後於1954年改制為上士幌町。

## 交通
過去在當地曾經有士幌線通過，但現已廢線。

### 道路
| 一般國道 - 國道241號 - 國道273號 - 國道274號 主要地方道 - 北海道道85號鹿追糠平線 | 道道 - 北海道道316號上士幌音更線 - 北海道道337號上士幌士幌音更線 - 北海道道418號上士幌停車場線 - 北海道道468號清水谷足寄線 - 北海道道660號居邊本別線 - 北海道道661號士幌然別湖線（士幌高原道路） - 北海道道806號上音更上士幌線 - 北海道道1144號士幌上士幌線 |

## 觀光資源

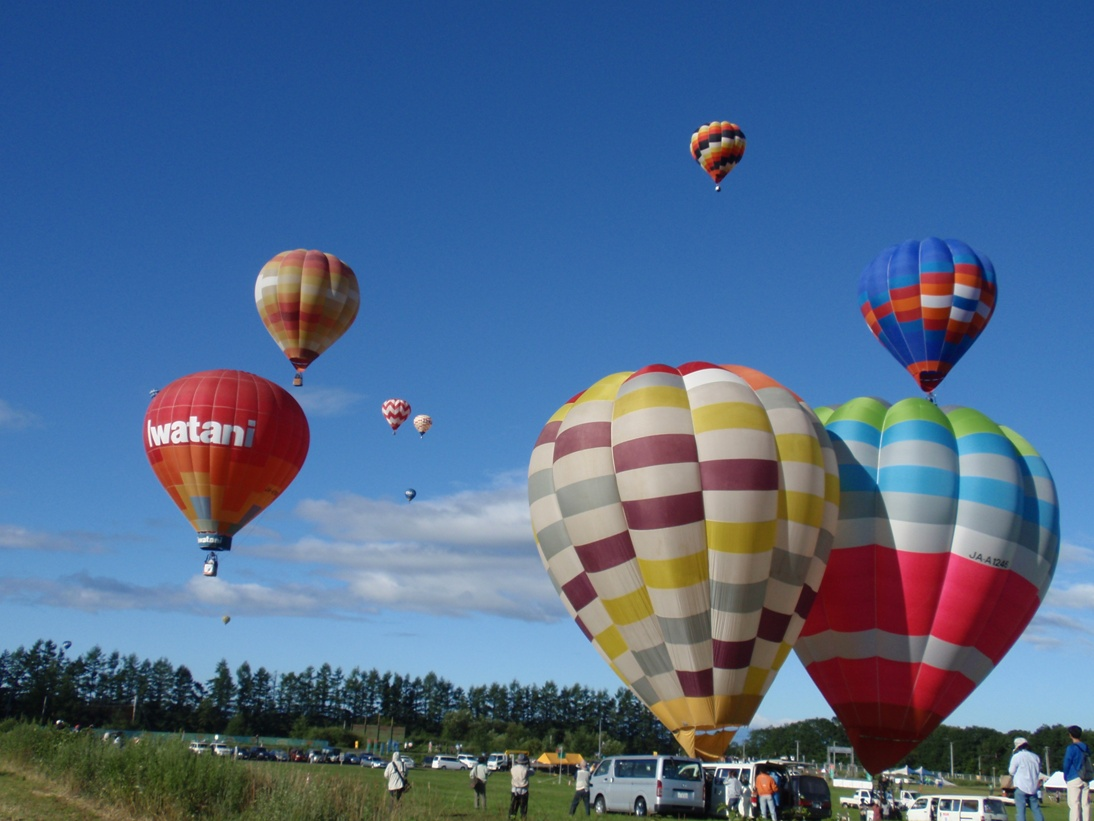
北海道熱氣球節（2008年）

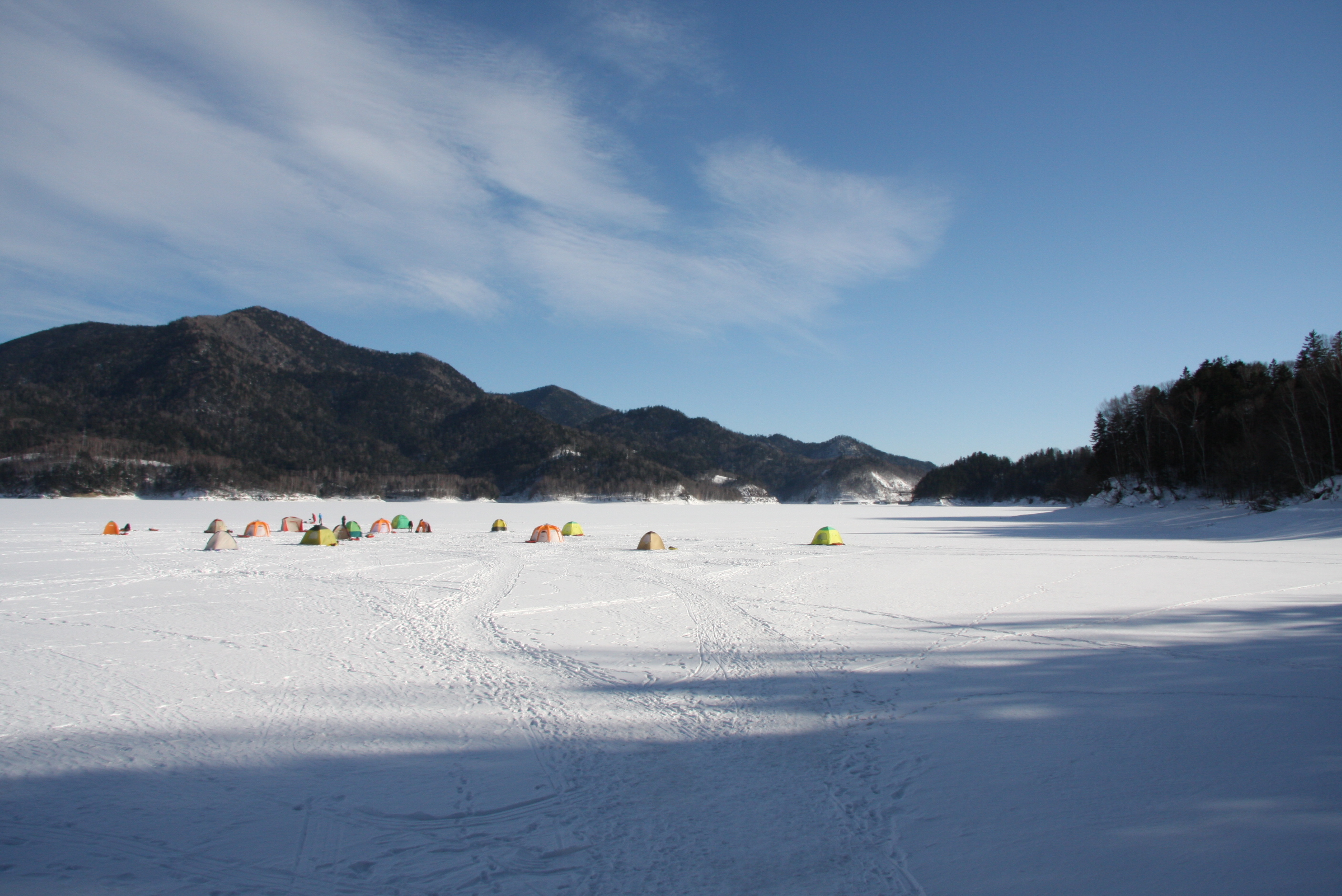
冬季的糠平湖（糠平水庫）

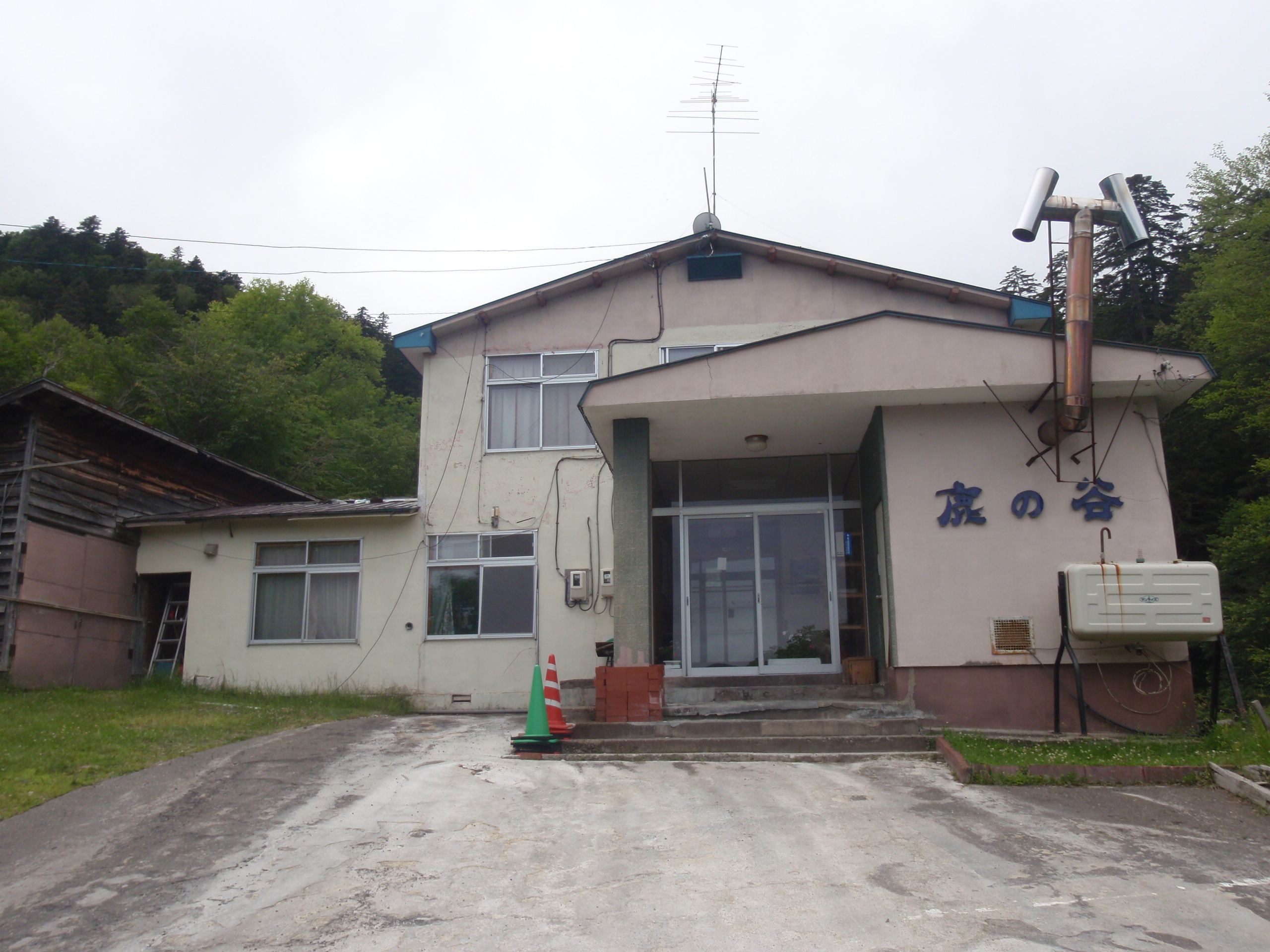
幌加溫泉街中的幌加溫泉湯元鹿之谷溫泉旅館

景點
- 大雪山國立公園
- 然別湖
- 糠平溫泉
- 糠平湖
- 幌加溫泉
- 熱氣球

文化遺產
- 舊國鐵士幌線相關（國登錄有形文化財）
  - 舊國鐵士幌線勇川橋梁
  - 舊國鐵士幌線第三音更川橋梁
  - 舊國鐵士幌線第五音更川橋梁
  - 舊國鐵士幌線十三之澤橋梁
  - 舊國鐵士幌線第六音更川橋梁
  - 舊國鐵士幌線音更
- （北海道指定天然記念物）

## 教育
高等學校
- 北海道上士幌高等學校（日语：北海道上士幌高等学校）

中學校
- 上士幌町立上士幌中學校

小學校
- 上士幌町立上士幌小學校

## 本地出身的名人
- 十勝花子 ：演員
- 根本奈美 ：滑雪選手

## 外部連結
- （日語） 北海道上士幌町的Facebook專頁
- （日語） 北海道上士幌町的X（前Twitter）
- （日語） 上士幌町觀光協會
- （日語） Kamishihoro Town Tourism Association 上士幌町的Facebook專頁